# Euscelus spinifex
Euscelus spinifex es una especie de coleóptero de la familia Attelabidae.

## Distribución geográfica
Habita en La Española (América).